# Nahfeldsonde
Eine Nahfeldsonde dient zur kontaktlosen Erfassung der elektrischen oder magnetischen Felder im Nahfeld von elektrischen oder elektronischen Schaltungen oder Baugruppen im Rahmen von EMV-Messungen bei der elektromagnetischen Verträglichkeit. Der Name Nahfeld deuted an, dass die Messungen relativ nahe oder direkt an der Signalquelle, z. B. einer Schaltung oder Leitung durchgeführt wird und nicht im Fernfeld der Strahlungsquelle.

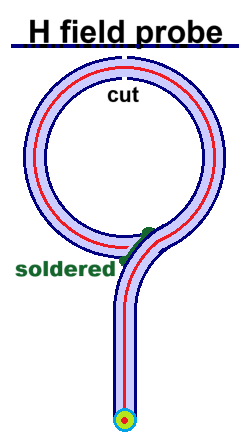
Prinzipieller Aufbau einer H-Feldsonde (soldered bedeutet gelötet, d. h. leitend verbunden)

Magnetische H-Feldsonden besitzen Durchmesser von wenigen Millimeter bis zu einigen Zentimetern. Sie sind eine Abwandlung der Balanced Shielded Loop Antenne die nur im Nahfeld, direkt an einer HF-Quelle oder an Leitungen zu Messzwecken verwendet werden.
Nahfeldsonden für elektrische Felder werden E-Feld-Sonden während Sonden für die Messung von magnetischen Feldern als H-Feld-Sonden bezeichnet werden. H-Feld-Sonden stellen dabei eine Sonderform von magnetischen Antennen dar, da sie nur im Nahfeld oder direkt an einer HF-Quelle zu Messzwecken verwendet wird.
Die Erfassung der magnetischen und elektrischen Nahfeldkomponenten dient dazu, die Störemission von elektrischen Geräten bereits bei der Entwicklung erfassen zu können und in Folge zu minimieren um so unerwünschte gegenseitige Beeinflussungen von elektrischen Geräten zu vermeiden.

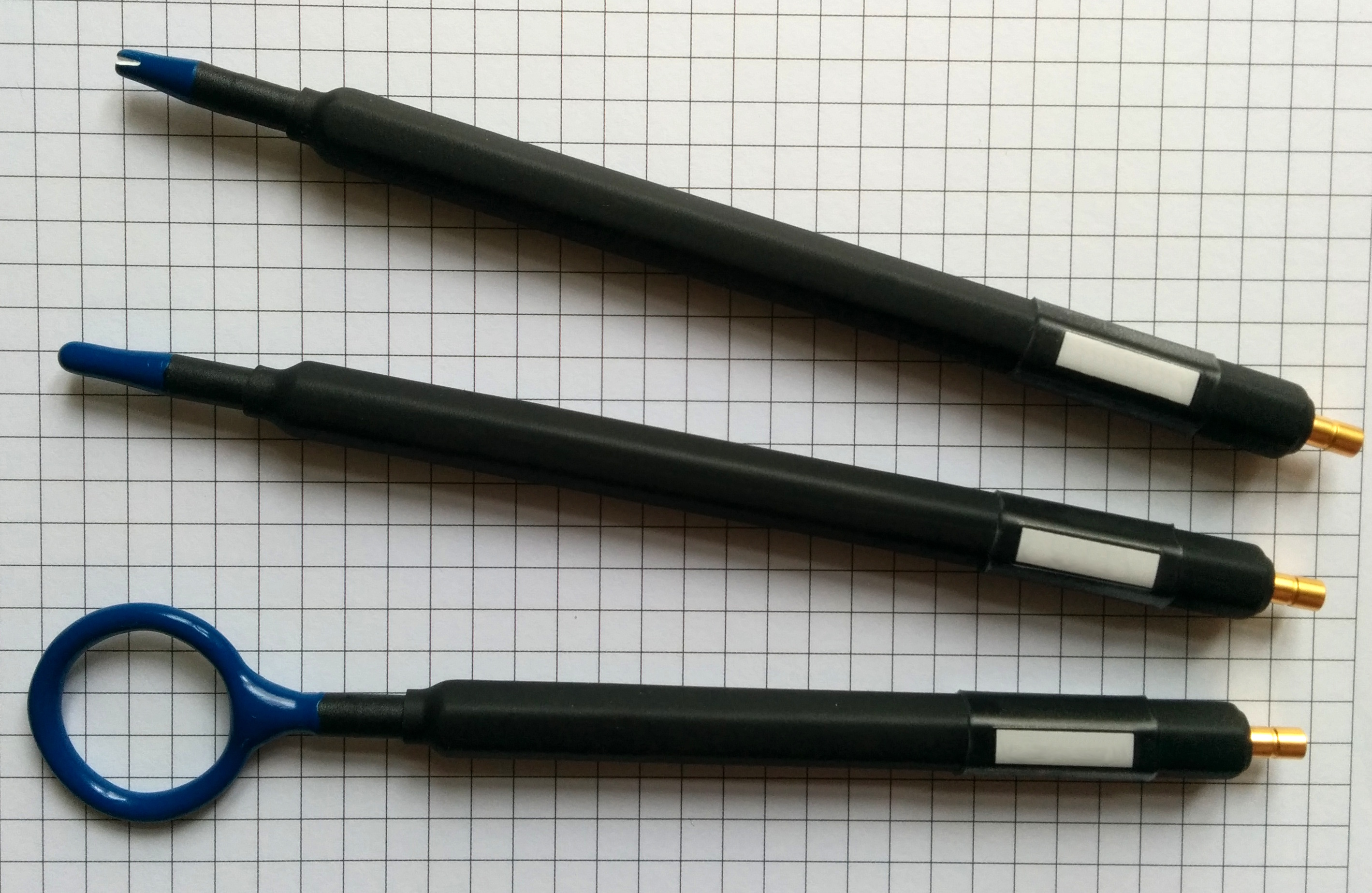
Verschiedene Nahfeldsonden

Die im Regelfall auf Leiterplatten realisierten elektronischen Schaltungen oder Baugruppen verursachen durch die in Leiterbahnen fließenden Ströme und anliegenden Spannungen im Nahbereich magnetische und elektrische Felder. Insbesondere bei hochfrequenten Strömen und Spannungen kommt es bei entsprechender räumlicher Geometrie der Leiterführungen zu einer Abstrahlung – dieser Umstand wird bei Antennen bewusst ausgenutzt, ist aber im Rahmen der Störungsminimierung bei der elektromagnetischen Verträglichkeit unerwünscht.
Durch Nahfeldsonden können diese Felder kontaktlos in ihrer Stärke und räumlicher Ausdehnung qualitativ erfasst werden. Üblich sind für die jeweilige Anwendung unterschiedliche Bauformen und unterschiedliche Aufbauvarianten für die getrennte Erfassung der magnetischen und elektrischen Feldkomponente. Zur Messung werden die Sonden in unmittelbarer Nähe zu dem zu untersuchenden Objekt, (z. B. einer Leiterbahn) gebracht. Zur Messsignalerfassung besitzen Nahfeldsonden ihrerseits einen geschirmten elektrischen Anschluss, der die Darstellung und Bewertung der jeweiligen Feldkomponente im Zeitbereich auf einem Oszilloskop oder im Spektralbereich auf einen Spektrumanalysator erlaubt.
Im Gegensatz zu den aufwändigeren EMV-Konformitätsmessungen in Absorberkammern, welche vor allem im Fernfeld stattfinden, können Nahfeldsonden im Rahmen der elektronischen Schaltungsentwicklung im Labor einfacher und entwicklungsbegleitend eingesetzt werden und erlauben die Ermittlung und Messung von elektromagnetischer Störstrahlung.
Sonden für die elektrische Komponente des elektromagnetischen Felds werden  E-Feldsonden genannt. Diese haben meist die Form eines Stifts. Sie besitzen keine Richtwirkung. Wie bei H-Feldsonden müssen die elektronische Schaltung oder Gerät in Betrieb sein, damit das zu testende Objekt wirklich die zu messende elektromagnetische Abstrahlung verursacht.
H-Feldsonden (d. h. Sonden für die magnetische Komponente des elektromagnetischen Felds) verhalten sich, im Gegensatz zu normalen Antennen die nur im Fernfeld genutzt werden, allerdings nicht reziprok. Mit magnetischen H-Feld-Sonden, welche meistens aus einer ringförmigen Schleife (engl. loop) bestehen, lassen sich nur Messungen durchführen, wenn die zu messende elektronische Schaltung oder Gerät auch in Betrieb ist, da sonst keine elektromagnetische Abstrahlung erfolgt. Diese Sonden haben meist einen wesentlich geringeren Gewinn als elektrische Sonden, besitzen dafür aber eine größere Bandbreite und bidirektionale Richtwirkung. Dadurch lassen sich Störquellen, bei gleichzeitiger Ausblendung anderer Störungen, besser messen. Da die zu messenden Feldstärken oft schwach sind, wird der Nahfeldsonde meist noch ein Verstärker nachgeschaltet oder mit der Nahfeldsonde zusammen aufgebaut.